# Per-Jonsatjärnarna
Per-Jonsatjärnarna är en sjö i Skellefteå kommun i Västerbotten och ingår i Kågeälvens huvudavrinningsområde.